# Bonner Durchmusterung
Il Bonner Durchmusterung (BD), chiamato anche catalogo dell'Argelander compilato a partire dal 1852, è un catalogo per puntamenti delle stelle di declinazione tra +89° e -01°.
Scopo iniziale del catalogo era dare una stima di posizione e magnitudine visuale per tutte le stelle visibili con il telescopio da 78 cm di Bonn. Le posizioni nel catalogo vengono date con errore di 0.1 s in ascensione retta e 0.1 arcominuti in declinazione.
Le stelle citate da questo catalogo vengono contrassegnate dalla sigla BD seguita dalla declinazione e dal numero progressivo all'interno del catalogo (ad esempio: BD-16 1591 è la denominazione nel catalogo di Sirio).
Esistono inoltre: 
- una sua estensione all'emisfero australe, detta Cordoba Durchmusterung, abbreviato CD, (1892-1932),con declinazione da -22° a -90°
- il Southern Durchmusterung con declinazione da -2° a -23°
- il Cape Photographic Dürchmusterung (CPD), con declinazione da -18° a -90°, uno dei primi cataloghi fotografici prodotti.